# Martina Fauser
Martina Fauser (* 1992) ist eine Schweizer Unihockeytorhüterin. Sie steht beim Nationalliga-A-Vertreter Floorball Riders Dürnten-Bubikon-Rüti unter Vertrag.

## Karriere
Fauser begann ihre Karriere bei den Nesslau Sharks.
Später wechselte sie in den Nachwuchs der Floorball Riders Dürnten-Bubikon-Rüti. Zur Saison 2011/12 wurde sie in das Kader der ersten Mannschaft aufgenommen. Nach vier Jahren, 2015, wechselte sie zum Ligakonkurrenten Red Ants Rychenberg Winterthur. Am 27. April 2017 gab der Verein bekannt, dass ihr Vertrag verlängert wurde.
Nach Ablauf der Saison 2017/18 wechselte sie als zweite Torhüterin zum UHC Kloten-Dietlikon Jets.
2019 kehrte sie zu ihrem Ausbildungsverein Floorball Riders Dürnten-Bubikon-Rüti zurück.